# Allen D. Candler

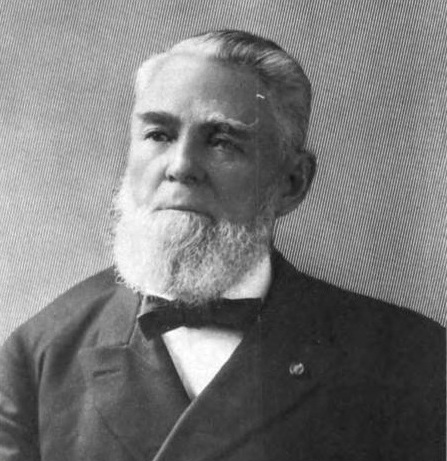
Allen D. Candler

Allen Daniel Candler (* 4. November 1834 in Auraria, Lumpkin County, Georgia; † 26. Oktober 1910 in Atlanta, Georgia) war ein US-amerikanischer Politiker und von 1898 bis 1902 Gouverneur von Georgia.

## Frühe Jahre und politischer Aufstieg
Allen wuchs zusammen mit elf Geschwistern auf einer Farm im Lumpkin County auf. Dort besuchte er die Grundschule. Anschließend studierte er an der Mercer University in Macon Jura. Nach seinem Abschluss 1859 wurde er im Banks County Lehrer. Nach Ausbruch des Bürgerkriegs trat er in die Konföderiertenarmee ein. Er nahm an verschiedenen Schlachten teil und wurde mehrfach verwundet. Unter anderem verlor er ein Auge. Bei Kriegsende hatte er es bis zum Colonel gebracht.
Nach dem Krieg ließ er sich in Jonesboro nieder und nahm einige Gelegenheitsjobs an. Bald schon begann er sich für Politik zu interessieren, trat der Demokratischen Partei bei und setzte sich für das Ende der Reconstruction ein. Seine Karriere begann 1872, als er zum Bürgermeister von Gainesville gewählt wurde. Zwischen 1873 und 1877 war er Abgeordneter im Repräsentantenhaus von Georgia und anschließend im Staatssenat. Von 1883 bis 1891 war er Abgeordneter im Repräsentantenhaus der Vereinigten Staaten. 1894 wurde er als Nachfolger von Philip Cook Secretary of State in Georgia. 1898 kandidierte er erfolgreich für das Amt des Gouverneurs von Georgia.

## Gouverneur von Georgia
Candler, der zwei Amtszeiten im Amt blieb, war ein eher konservativer Gouverneur. Er setzte sich für Rentenzahlungen an Kriegswitwen der Konföderierten ein. Ansonsten wurden Staatsleistungen nur noch den Armen gewährt. Er war ein Anhänger der Rassentrennung und setzte sich dafür ein, dass die Demokratische Partei nur für weiße Mitglieder offen sein sollte. Im Übrigen tat er wenig, um die Gewalt gegen Afroamerikaner wie Lynchjustiz, Wahlbetrug oder sonstige Misshandlungen einzudämmen.
Nach ihm ist Candler County in Georgia benannt.

## Lebensabend und Tod
Nach seinem Ausscheiden aus dem Amt des Gouverneurs im Jahr 1902 beschäftigte er sich mit der Aufarbeitung der Geschichte Georgias. Er ordnete und archivierte historische Dokumente aus allen Epochen seit der Kolonialzeit. Am Ende umfasste sein Archiv unter anderem 21 Bände aus der Kolonialzeit, drei aus der Zeit des Unabhängigkeitskrieges und fünf aus der Zeit der Konföderation. 1906 gab er zusammen mit Clement Evans ein dreibändiges Werk über die Geschichte Georgias heraus. Er starb am 26. Oktober 1910 an Nierenversagen.
Candler war seit 1864 mit Eugena Thomas Williams verheiratet, mit der er elf Kinder hatte. Sein Cousin Milton A. Candler saß ebenfalls für Georgia im US-Repräsentantenhaus, ein weiterer Cousin, Ezekiel S. Candler, für den Staat Mississippi.